# College Aiglon
Колледж Эглон — школа-интернат в деревне Шезьер, неподалёку от горнолыжного курорта Вилар в кантоне Во, Швейцария.

## История создания
Частная школа-интернат Aiglon College основана в 1949 году Джоном Корлеттом, бывшим преподавателем частной школы в Шотландии. Изначально Aiglon College был школой только для мальчиков, но с 1968 года обучение стало совместным. Хотя основным языком преподавания является английский, в школе существуют так называемые «французские дни», поскольку школа расположена во франкоговорящем регионе Швейцарии.

## Аккредитация
Aiglon College аккредитован Советом международных школ и Ассоциацией школ и колледжей Новой Англии. Школа является членом Ассоциации частных школ Швейцарии (фр. Fédération suisse des écoles privées — FSEP) и кантона Во (фр. l’Association vaudoise des écoles privées — AVDEP).

## Месторасположение
Школа находится в деревне Шезьер на высоте 1300 м над уровнем моря, в вадуазских Альпах, западнее долины Роны, в районе горного массива Порт-дю-Солей, недалеко от горнолыжного курорта Виллар-сюр-Оллон. Ближайший город — Эгль.

## Учебная программа
В школе принята 7-балльная система оценок: 4 баллов оценивается как «удовлетворительно». Школа работает по национальным учебным программа США и Великобритании. Возможно изучение арабского, немецкого, датского, греческого, японского, португальского и русского языков для сдачи официальных экзаменов.

## Известные выпускники
Школу Aiglon College закончили:
- Абхишек Баччан — индийский актёр и сын индийских актёров Амитабха Баччана и Джайи Бхадури, женат на актрисе и бывшей Мисс Мира Айшварии Рай;
- Лаура Хэрринг — американская актриса и бывшая Мисс Америка;
- Франсуа Грожан[англ.] — швейцарский психолингвист, исследователь билингвизма;
- Шехерезада Голдсмит[англ.] — британская журналистка и активист защиты окружающей среды;
- Лека Зогу — албанский государственный деятель, в 1961—2011 годах — король в изгнании;
- Роджер Филд[англ.] — британо-американский изобретатель, промышленный дизайнер и гитарист;
- Рохан Сиппи[англ.] — индийский продюсер и режиссёр;
- Татьяна, принцесса Греции и Дании (урождённая Татьяна Эллинка Блатник) — жена Николая, принца Греции и Дании, сына короля Греции Константина II;
- Эдоардо Понти — итальянский кинорежиссёр;
- Жан-Кристоф Луи Фердинан Альберик Наполеон  — претендент на главенство в доме Бонапартов;
- Уильям Клер Леонард Брендан Парсонс, 7-й граф Росс — англо-ирландский пэр;
- Маркус Хью Тристрам де ла Поэр Бересфорд, 7-й барон Дисиз — англо-ирландский пэр;
- Дэвид Андерсон — канадский политик и государственный деятель, серебряный призёр летних Олимпийских игр в Риме;
- Теренс Кирли, 3-й виконт Девонпорт  — британский пэр и архитектор;
- Идрис ибн Абдуллах ас-Сануси — представитель династии Сануситов;
- Альфонсо де Орлеан-Бурбон и Феррара-Пиньятелли — испанский аристократ, 7-й герцог Галлиера;
- Сай Твомбли — американский художник и скульптор-абстракционист;
- Сесилия Пек — американская актриса, продюсер и режиссёр-документалист, дочь актёра Грегори Пека;
- Меган Мултон-Леви — ямайская и американская профессиональная теннисистка;
- Аллен Курцвейл — американский прозаик, детский писатель, редактор, эссеист, публицист, журналист;
- Билл Кох — американский лыжник, призёр Олимпийских игр и чемпионата мира, обладатель Кубка мира;
- Брюс Джексон — американский политик, президент Института переходных демократий;
- Патриция Гуччи — итальянская предпринимательница, внучка основателя дома Гуччо Гуччи;